# ۱۳ اوت
۱۳ اوت در تقویم گرگوری، دویست و بیست و پنجمین (در سال‌های کبیسه دویست و بیست و ششمین) روز سال است. ۱۴۰ روز تا پایان سال باقی است.

## رویدادها
- ۱۵۲۱ - تنوچتیتلان (مکزیکوسیتی امروزی) پایتخت آزتک‌ها، توسط ارنان کورتس اسپانیایی سقوط کرد.
- ۱۹۷۶ - آغاز نامگذاری این روز به نام روز جهانی چپ‌دست‌ها
- ۲۰۰۴ - افتتاحیه بازی‌های المپیک تابستانی ۲۰۰۴ آتن
- ۱۹۶۰ - استقلال کشور آفریقای مرکزی

## زاده‌ها
- ۱۹۲۶ - فیدل کاسترو، سیاست‌مدار و انقلابی کوبایی

## درگذشت‌ها
- ۹۸۱ - گیئونگ جونگ از گوریو، پادشاه سلسله گوریو از کشور کره
- ۱۹۴۶ - اچ. جی. ولز، نویسنده